# Iracema (geslacht)
Iracema is een monotypisch geslacht van straalvinnige vissen uit de familie van de Amerikaanse mesalen (Rhamphichthyidae).

## Soorten
- Iracema caiana Triques, 1996